# Abhaneri
Abhaneri (Hindi अभनेरी) ist ein Dorf mit gut 2.000 Einwohnern im Distrikt Dausa im Osten des indischen Bundesstaats Rajasthan. Der Ort ist bekannt wegen eines Stufenbrunnens aus dem 8./9. Jahrhundert.

## Lage
Der Ort Abhaneri liegt nahe der Straße zwischen den Großstädten Jaipur und Agra in einer Höhe von ca. 278 m ü. d. M. Der vielbesuchte Mogul-Palast von Fatehpur Sikri befindet sich etwa 130 km östlich. Das Klima ist warm bis heiß; Regen (ca. 675 mm/Jahr) fällt nahezu ausschließlich während der sommerlichen Monsunzeit.

## Bevölkerung
Die überwiegend Hindi sprechende Bevölkerung besteht zu etwa 90 % aus Hindus und zu 10 % aus Moslems; andere Religionsgemeinschaften spielen unter der Landbevölkerung Indiens kaum eine Rolle. Anders als im Norden Indiens üblich, sind der männliche und der weibliche Bevölkerungsanteil in etwa gleich hoch.

## Wirtschaft
Traditionell spielt die Landwirtschaft die wichtigste Rolle im gesamten Distrikt von Dausa; in geringem Maße ist auch der Tourismus von Bedeutung.

## Geschichte
Als Gründer des ehemals bedeutsamen Ortes und als Stifter des Stufenbrunnens Chand Baori sowie des in unmittelbarer Nähe befindlichen Harshat Mata-Tempels wird gemäß der Überlieferung Raja Mihira Bhoja I. (ca. 836–885) aus der Pratihara-Dynastie angesehen, der häufig mit dem halbmythologischen Raja Chand gleichgesetzt wird. Der antiquiert wirkende Dekor- und Figurenstil des Stufenbrunnens und des Tempels verweist jedoch eher auf eine Entstehungszeit im 7. oder 8. Jahrhundert. In der Zeit des islamischen Vordringens in Nordindien wurden beide Bauten im 10. oder 11. Jahrhundert größtenteils zerstört, doch im 16./17. Jahrhundert war der Ort immer noch so bedeutsam, dass sowohl der Stufenbrunnen als auch der Tempel in dieser Zeit in Teilen erneuert bzw. wiederaufgebaut wurden.

## Sehenswürdigkeiten

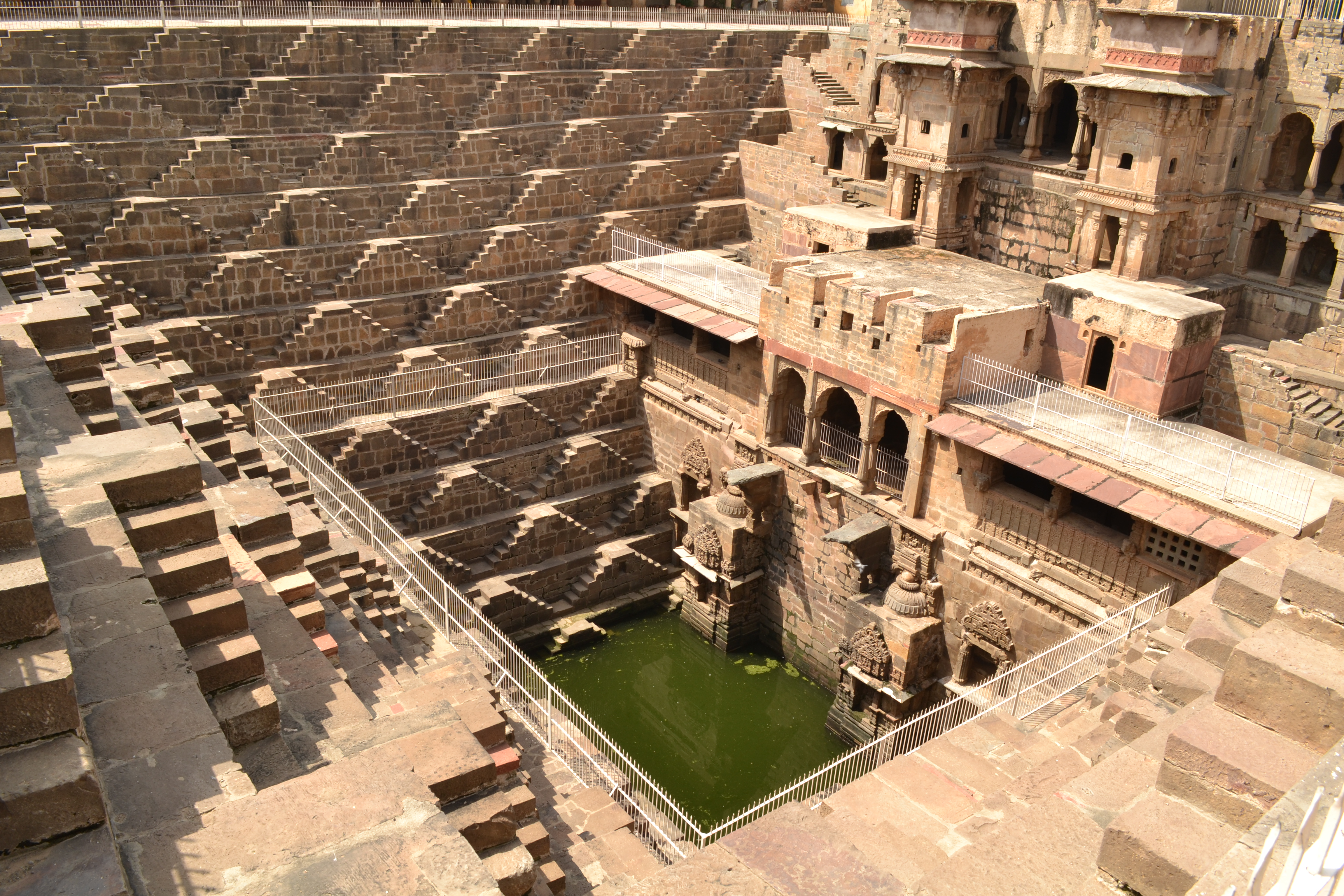
Chand Baori

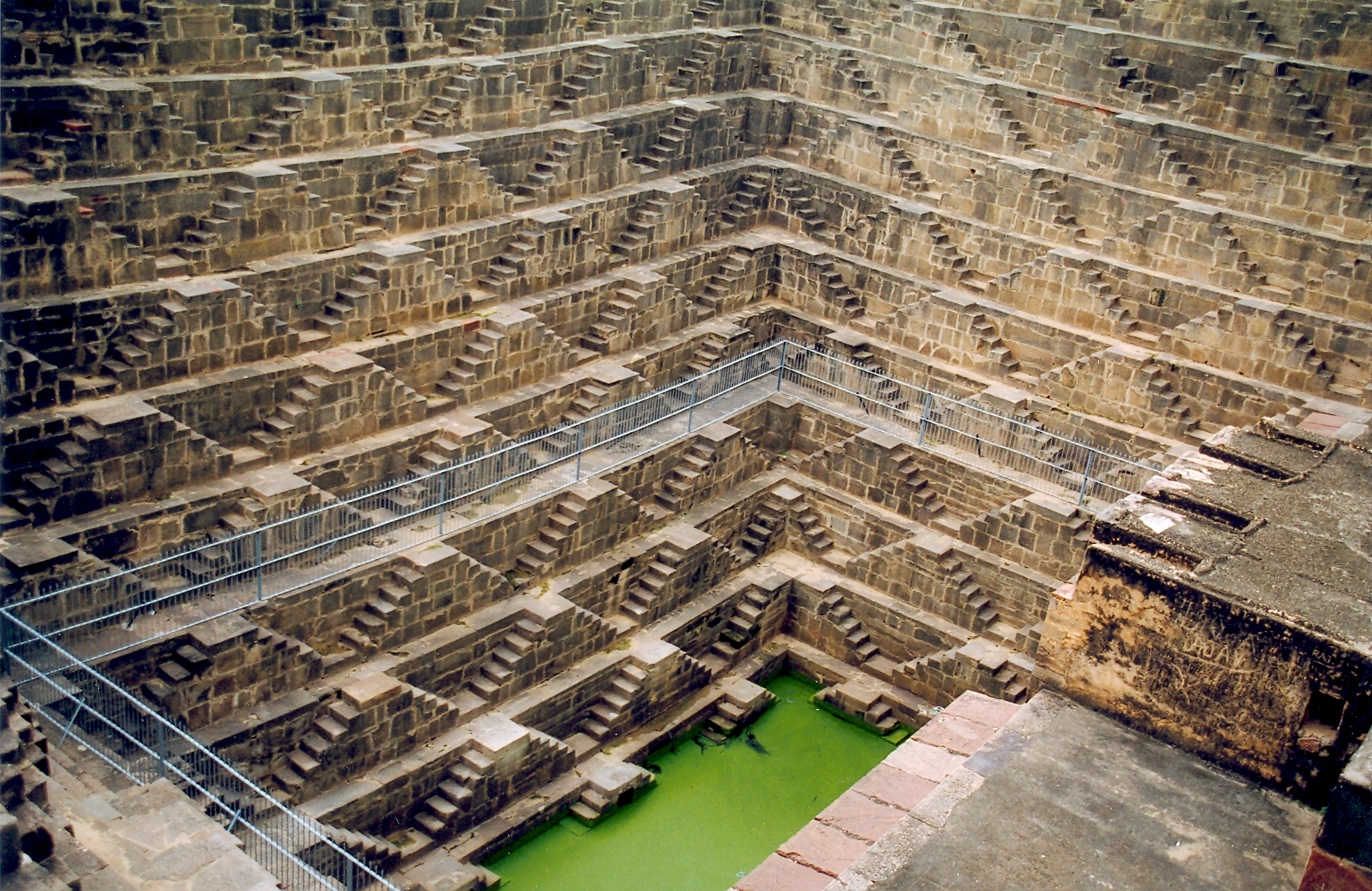
Chand Baori

- Hauptattraktion des Ortes ist der Stufenbrunnen Chand Baori, dessen Ostseite mit ihren tempelartigen Bauten noch größtenteils dem 8. Jahrhundert entstammt. Die geometrisch abstrakt wirkende prismenartige Einfassung des knapp 20 m tiefen Brunnenbeckens ist hingegen einer Erneuerungsmaßnahme des 16./17. Jahrhunderts (Mogulzeit) zu verdanken, zu der auch mehrere gezackte Arkadenbögen des Ostteils sowie der gesamte obere Arkadenumgang gehören. Insgesamt besteht die Einfassung aus 13 Ebenen mit hunderten von Treppen und etwa 3500 Stufen. In den Nischen der beiden mächtigen Pfeiler im unteren Teil des Brunnens befinden sich Götterbilder von Durga und Ganesha.

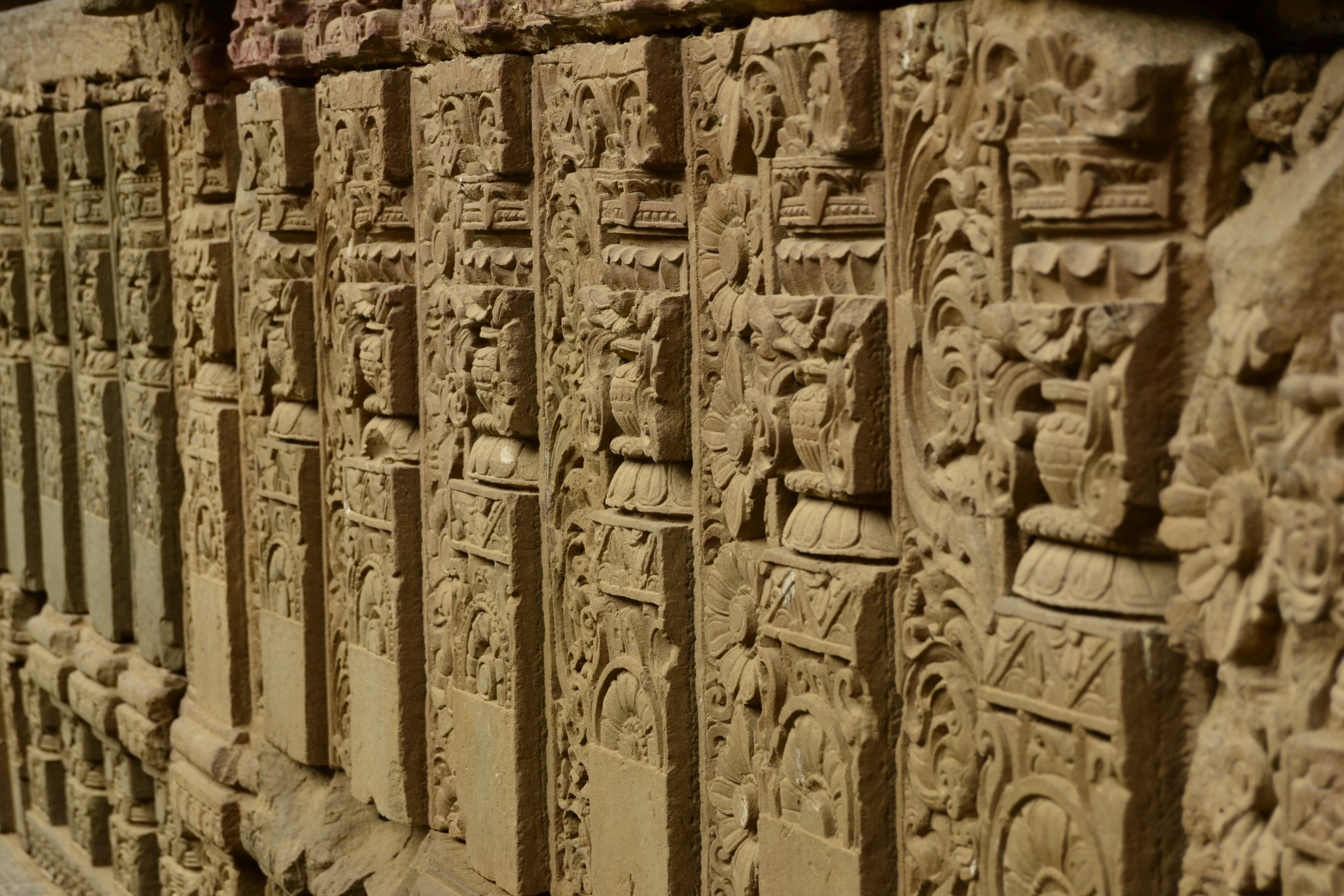
Reich dekorierte Pfeiler (8. Jh.) am Ostteil des Stufenbrunnens mit Krugmotiven (kalashas), Halb- und Vollrosetten sowie Pflanzendekor
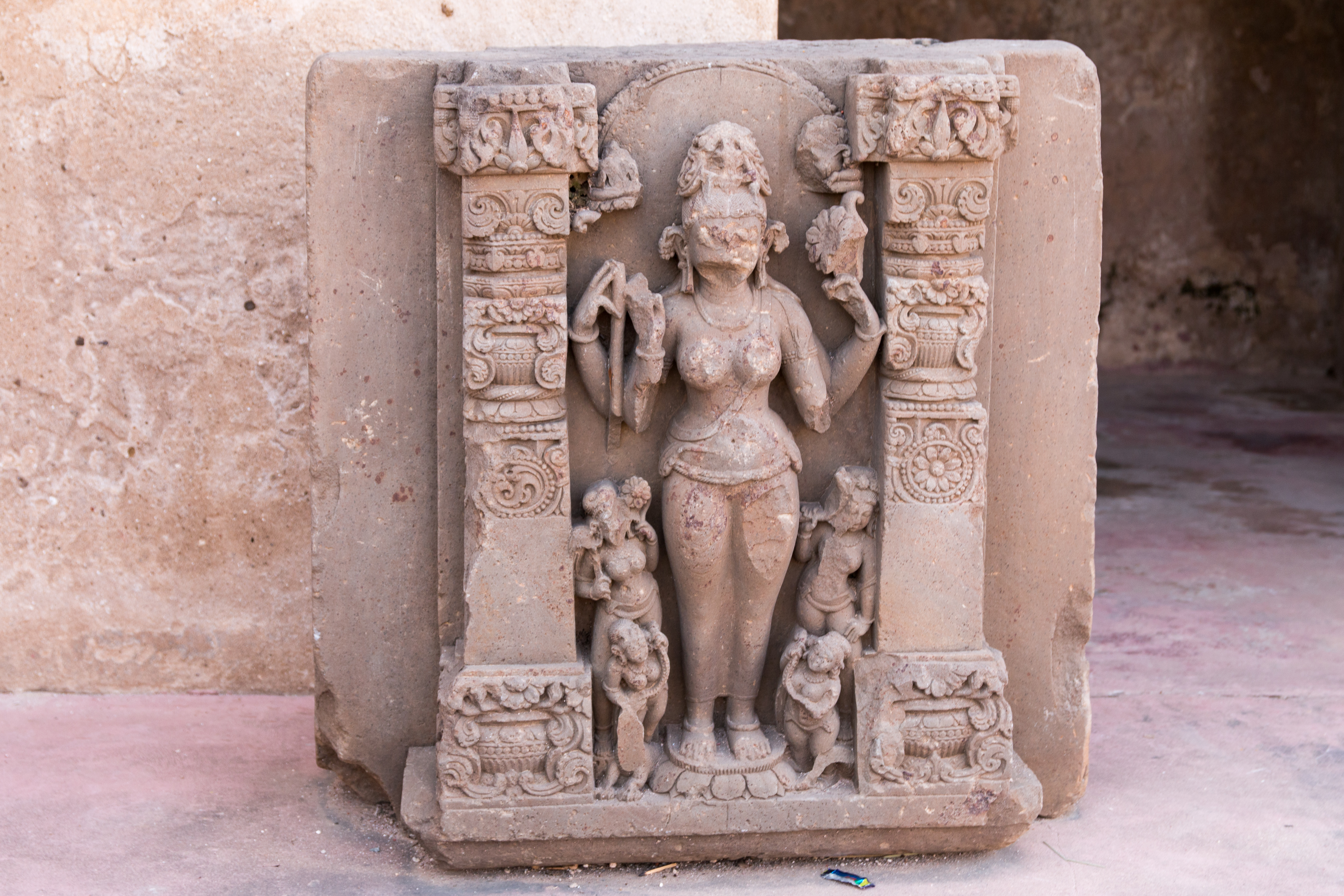
Göttin Durga(?) auf einer Lotosblüte stehend, begleitet von Dienerinnen und gerahmt von zwei reich dekorierten Pfeilern mit kalasha-Motiven
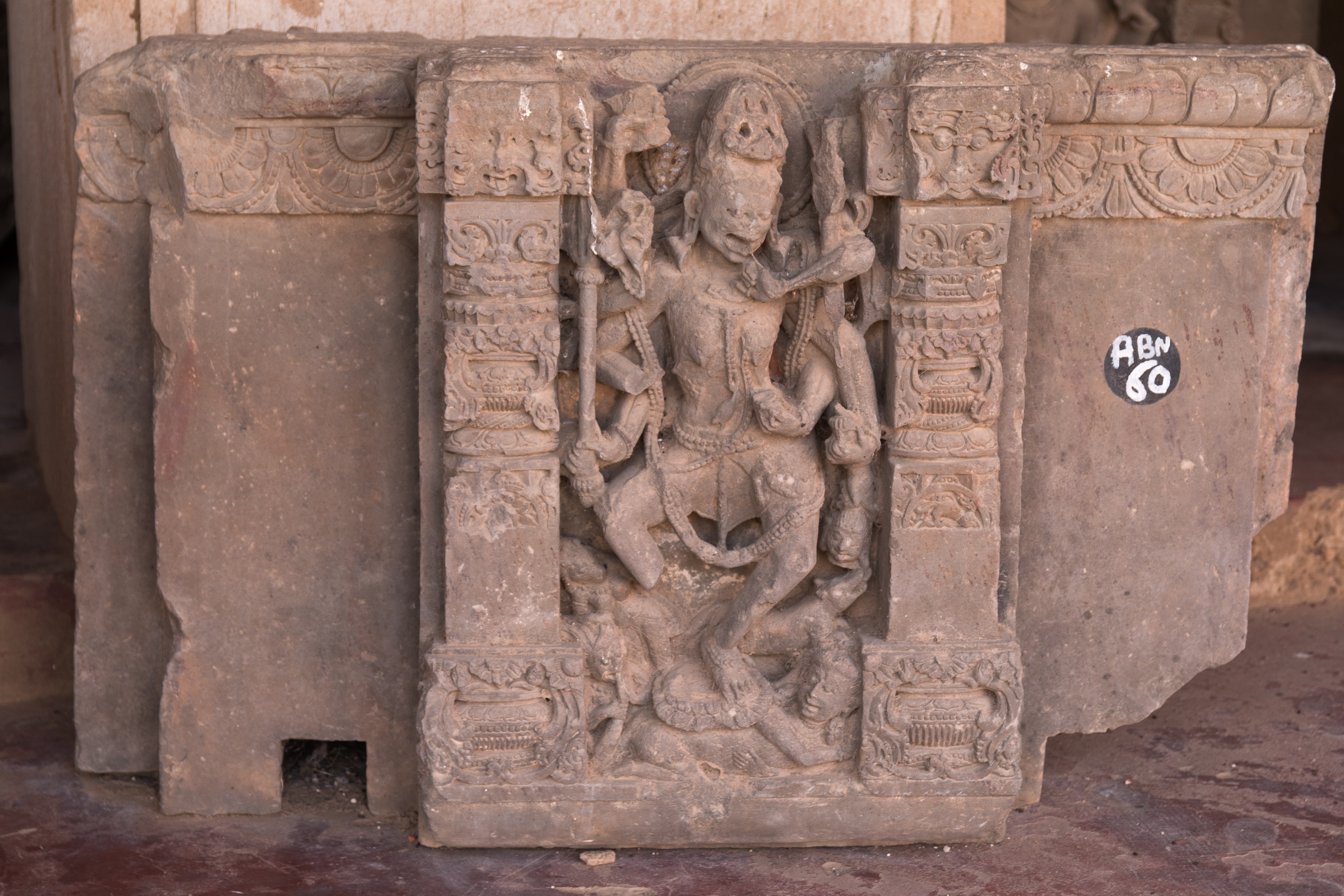
Göttin Chamunda(?) auf einer unter ihren Füßen liegenden männlichen Gestalt (Dämon?) tanzend
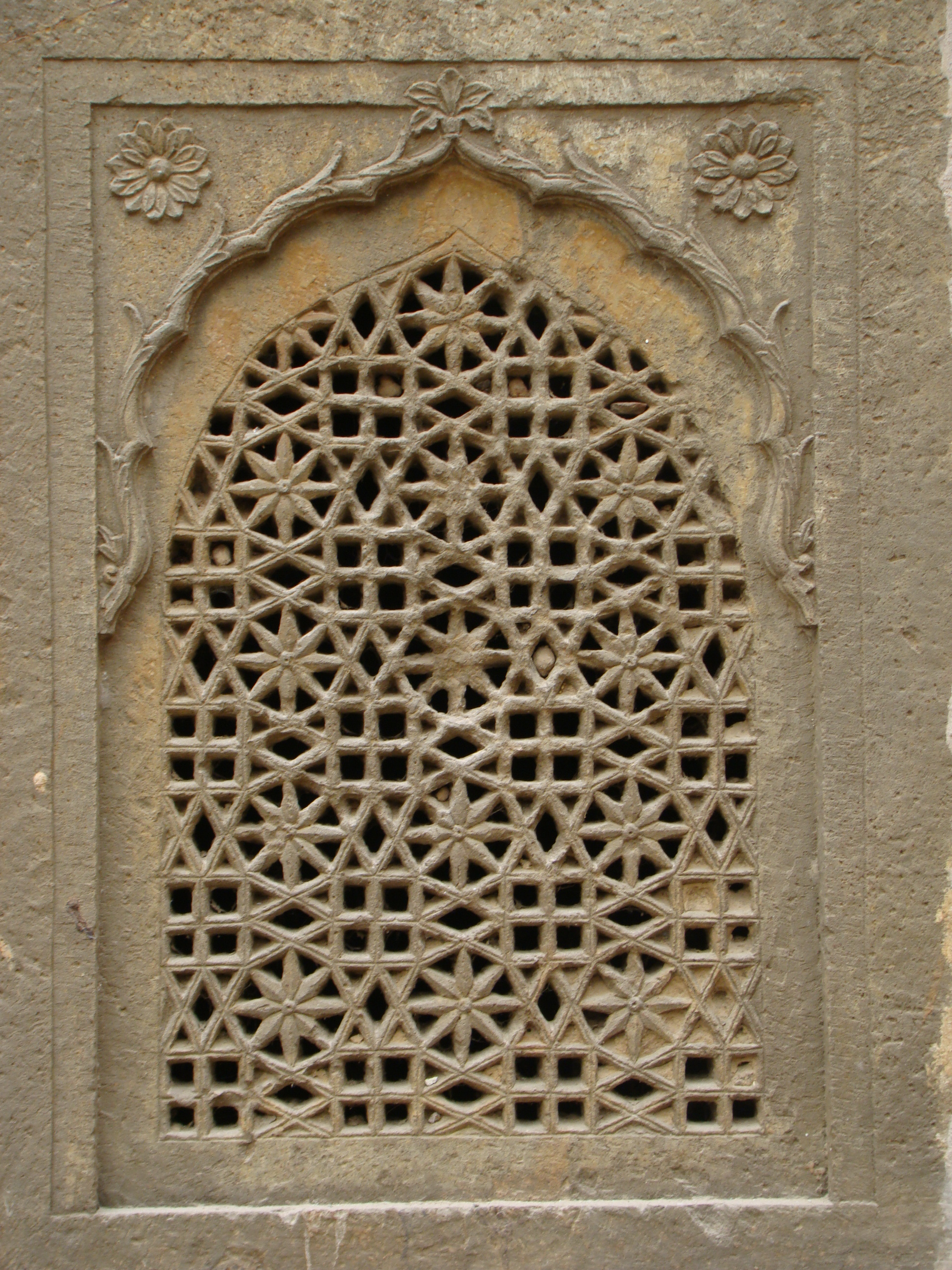
Jali-Fenster aus der Zeit des Wiederaufbaus

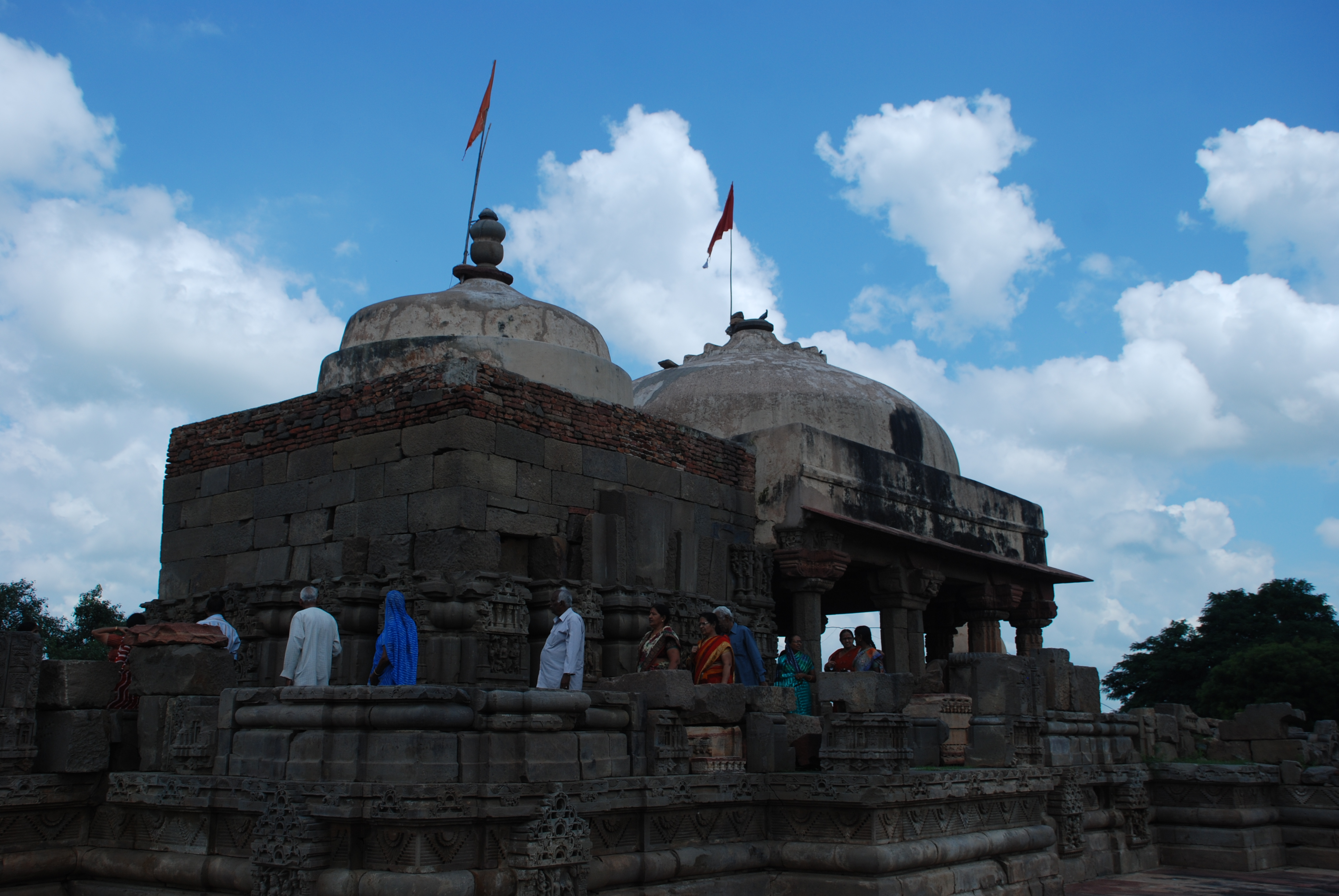
Harshat Mata-Tempel

- Der aus stilistischen Gründen ebenfalls ins 7./8. Jahrhundert zu datierende Harshat Mata-Tempel steht auf einer künstlich errichteten Plattform (jagati) in unmittelbarer Nachbarschaft zum Chand Baori; er wurde in der Zeit der muslimischen Eroberung Nordindiens stark zerstört. Er war ursprünglich möglicherweise Vishnu geweiht, doch eine spätere lokale Tradition ordnete ihn der regional verehrten glücksbringenden Göttin Harshat Mata zu. Beim eher zusammengestückelt wirkenden Wiederaufbau des Tempels im 16./17. Jahrhundert erhielten sowohl die offene Pfeilerhalle (mandapa) als auch die allseitig geschlossene und fensterlose Cella (garbhagriha) Kuppeldächer im späten Mogul-Stil. In der Umgebung des Tempels liegen hunderte von behauenen Steinen, die von einem ehemaligen Shikhara-Turmaufbau oberhalb der Cella stammen könnten.